# 1892 az irodalomban
Az 1892. év az irodalomban.

## Megjelent új művek

Sherlock Holmes kalandjai

- Anton Csehov elbeszélése: A 6-os számú kórterem (Палата № 6)
- Arthur Conan Doyle bűnügyi novelláinak kötete: Sherlock Holmes kalandjai (The Adventures of Sherlock Holmes)
- Theodor Fontane német író regénye: Jenny Treibel asszony (Frau Jenny Treibel)
- Eugen Kumičić horvát író regénye: Urota zrinsko-frankopanska (Zrínyi és Frangepán összeesküvése)[1] (vagy 1893-ban)[2]
- Italo Svevo olasz író első regénye:  Egy élet (Una vita)
- Jules Verne regényei:
  - Várkastély a Kárpátokban (Le Château des Carpathes)
  - Bombarnac Klaudius [Egy riporter jegyzőkönyve] (Claudius Bombarnac)
- Émile Zola regénye: Az összeomlás (La Débâcle)

### Költészet
- Rudyard Kipling: Barrack-Room Ballads (Kaszárnyaballadák); dalok és versek gyűjteménye, melyben a katonák egyszerű szókincse költői rangra emelkedik[3]

### Dráma
- Megjelenik Gerhart Hauptmann naturalista drámája: A takácsok (Die Weber)
- Megjelenik Henrik Ibsen drámája, a Solness építőmester (Bygmester Solness); bemutató: 1893. januárban
- G. B. Shaw első színházi darabja: Sartorius úr házai (Widowers' Houses), bemutató decemberben
- William Butler Yeats ír költő verses drámája: The Countess Cathleen (Katalin grófkisasszony);[4] megjelent a The Countess Kathleen and Various Legends and Lyrics című kötetben
- Oscar Wilde vígjátéka: Lady Windermere legyezője (Lady Windermere’s Fan), bemutató; megjelenés: 1893

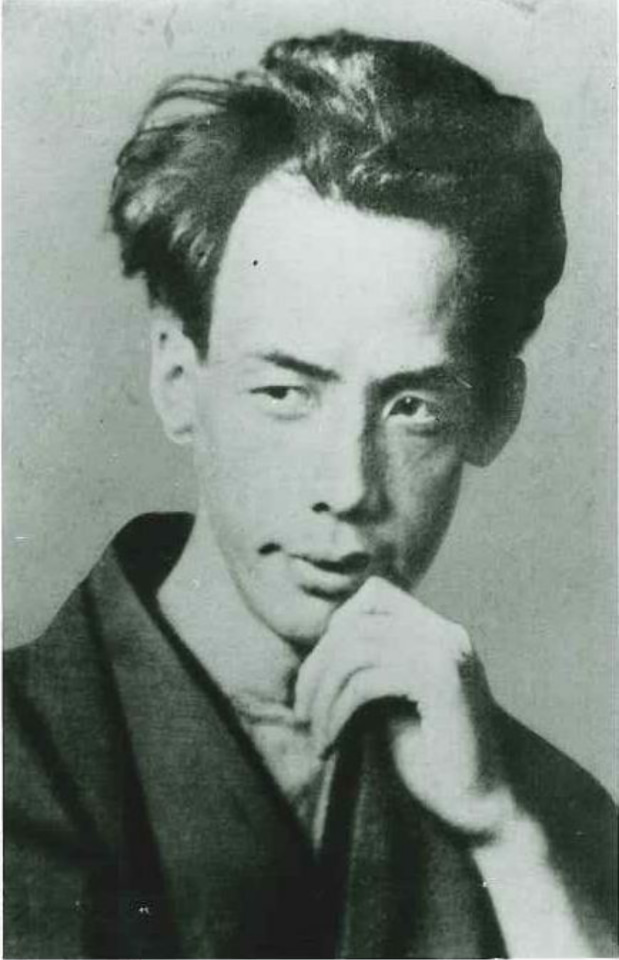
Akutagava Rjúnoszuke

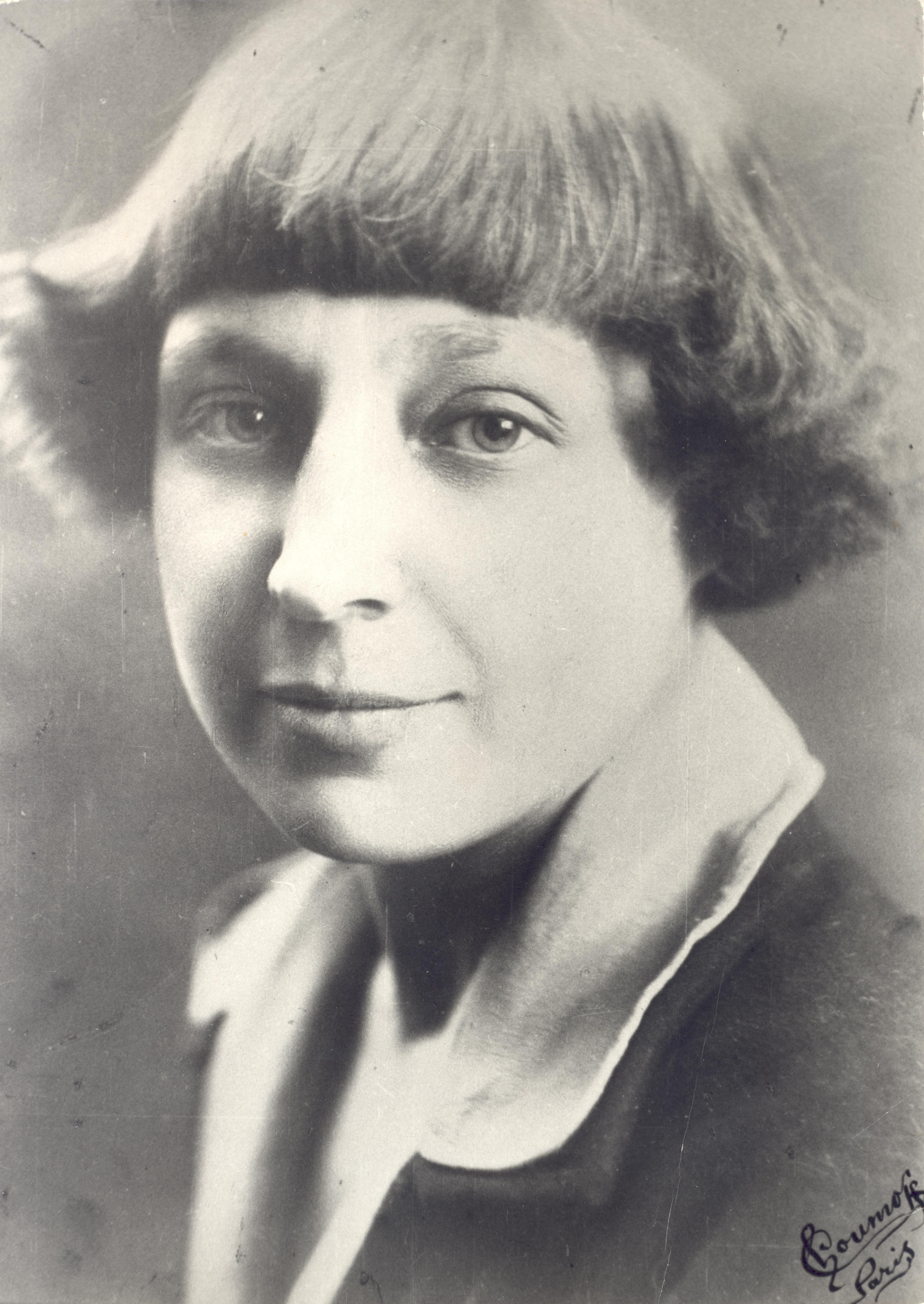
M. Cvetajeva

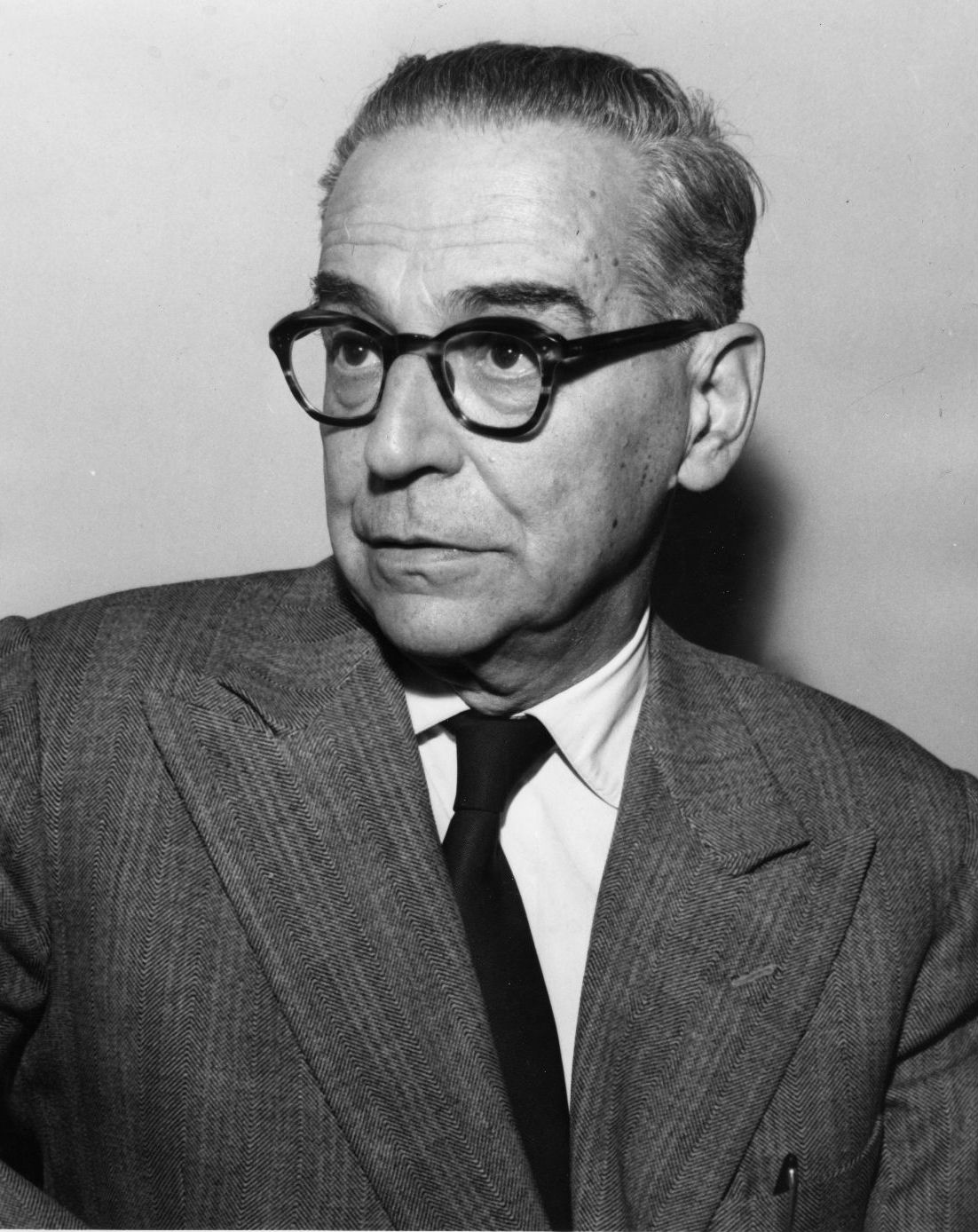
Ivo Andrić

### Magyar nyelven
- Rákosi Viktor: Rejtett fészkek (elbeszélések)
- Tolnai Lajos regénye: Csak egy asszony

## Születések
- január 3. – J. R. R. Tolkien filológus, író, költő; főként A Gyűrűk Ura, a A hobbit és a A szilmarilok szerzőjeként ismert († 1973)
- február 9. – Ahmad Zaki Abu Sádi egyiptomi arab költő, kritikus, esszéista († 1955)
- február 22. – Edna St. Vincent Millay Pulitzer-díjas amerikai írónő, költő, drámaíró († 1950)
- március 1. – Akutagava Rjúnoszuke, a Taisó-kor japán írója, a modern japán novella mestere († 1927)
- március 9. – David Garnett angol író, könyvkiadó († 1981)
- május 31. – Konsztantyin Georgijevics Pausztovszkij orosz, szovjet elbeszélő, regényíró († 1968)
- június 26. – Pearl S. Buck Nobel-díjas (1938) amerikai írónő († 1973)
- július 1. – James M. Cain amerikai író, a krimi egyik mestere († 1977)
- július 15. – Walter Benjamin német filozófus, irodalomkritikus, esszéista, művészetteoretikus († 1940)
- augusztus 6. – Kazimiera Iłłakowiczówna lengyel költő, író, dramaturg, műfordító († 1983)
- szeptember 26. – Marina Cvetajeva orosz költő, író, az orosz modernizmus egyik legnagyobb alakja († 1941)
- október 9. – Ivo Andrić boszniai származású Nobel-díjas (1961) jugoszláv író, költő, közéleti személyiség († 1975)
- december 7. – Kosáryné Réz Lola író, műfordító († 1984)

## Halálozások
- március 26. – Walt Whitman amerikai költő, a szabadvers kiemelkedő képviselője  (* 1819)
- április 18. – Friedrich Martin von Bodenstedt német költő (* 1819)
- október 6. – Alfred Tennyson, az Egyesült Királyság koszorús költője, Anglia egyik legnépszerűbb költője (* 1809)
- november 21. – Afanaszij Afanaszjevics Fet orosz költő (* 1820)